# トヨタカローラ福岡
トヨタカローラ福岡株式会社（トヨタカローラふくおか）は、福岡県福岡市中央区に本社を置く昭和グループ傘下でトヨタ自動車の正規ディーラー（トヨタカローラ店）である。

## 概要
福岡トヨタディーゼルを前身とする企業であり、1970年にカローラ店に鞍替えしたことを機に現在の社名になった。
福岡県内のうち、福岡県西部（福岡地方・筑後地方）が主な基盤。北九州市にも営業店舗があるが、トヨタカローラ博多（本社：福岡市博多区）が北九州地方を基盤としているため、3店舗のみにとどまっている。

## 営業店舗

### 新車

#### 福岡市内
- 本社・本店 - 福岡市中央区長浜2-1-5
- 長尾店 - 福岡市城南区長尾4-6-13
- 福重店 - 福岡市西区福重2-4-16
- 小戸店 - 福岡市西区小戸3-50-8
- 桧原店 - 福岡市南区桧原3-22-24
- 井尻店 - 福岡市南区横手2-14-4
- 西新店 - 福岡市早良区曙1-14-15
- 東那珂店 - 福岡市博多区東那珂2-3-46
- 香椎駅前店 - 福岡市東区香椎駅前2-6-40
- 松島店 - 福岡市東区松島3-35-20

#### 福岡近郊
- 糸島店 - 糸島市潤2-1-14
- 古賀店 - 古賀市日吉3-17-15
- 春日店 - 春日市春日2-160-1
- 原田駅前店 - 筑紫野市原田6-8-4
- 太宰府店 - 太宰府市通古賀4-9-8
- 志免店 - 糟屋郡志免町南里1-11-1
- 新宮店 -  糟屋郡新宮町原上1767-1
- 須恵店 -  糟屋郡須恵町旅石55-1
- 御笠川店 - 大野城市御笠川1-14-1
- 那珂川店 - 那珂川市五郎丸4-4-2

#### 北九州・筑後
- 北九州本店 - 北九州市小倉北区上到津3-5-2
- 黒崎店 - 北九州市八幡西区穴生3-6-12
- 久留米インター店 - 久留米市御井町1743-1
- 櫛原店 - 久留米市東櫛原町930-1
- 八女インター店 - 筑後市大字長浜1790-1
- 瀬高店 - みやま市瀬高町下庄523-1
- 柳川店 - 柳川市三橋町柳河827-1
- 甘木店 - 朝倉市小田1264-8
- 大牟田店 - 大牟田市中白川町3-97-1

### 中古車
- 麦野マイカーセンター - 福岡市博多区麦野2-25-25
- 北九州マイカーセンター - 北九州市小倉北区上到津3-6-3

### レクサス
- レクサス久留米 - 久留米市東合川2-4-1
- レクサスCPO久留米 - 久留米市東櫛原町2625-1

### フォルクスワーゲン
- Volkswagen筑紫野 - 筑紫野市杉塚3-1-10

### GR Garage
- GR Garage福岡空港 - 福岡市博多区板付1-11-23

## キャラクター
カローラ福岡のオリジナルキャラクター。

### あいむ
カローラ福岡の宣伝隊長を務める、パンダの男の子。名前の由来は「愛」と「夢」からで、アイドリングを無くしたいという想いも込められている。愛車は86。